# الزراعة في المكسيك

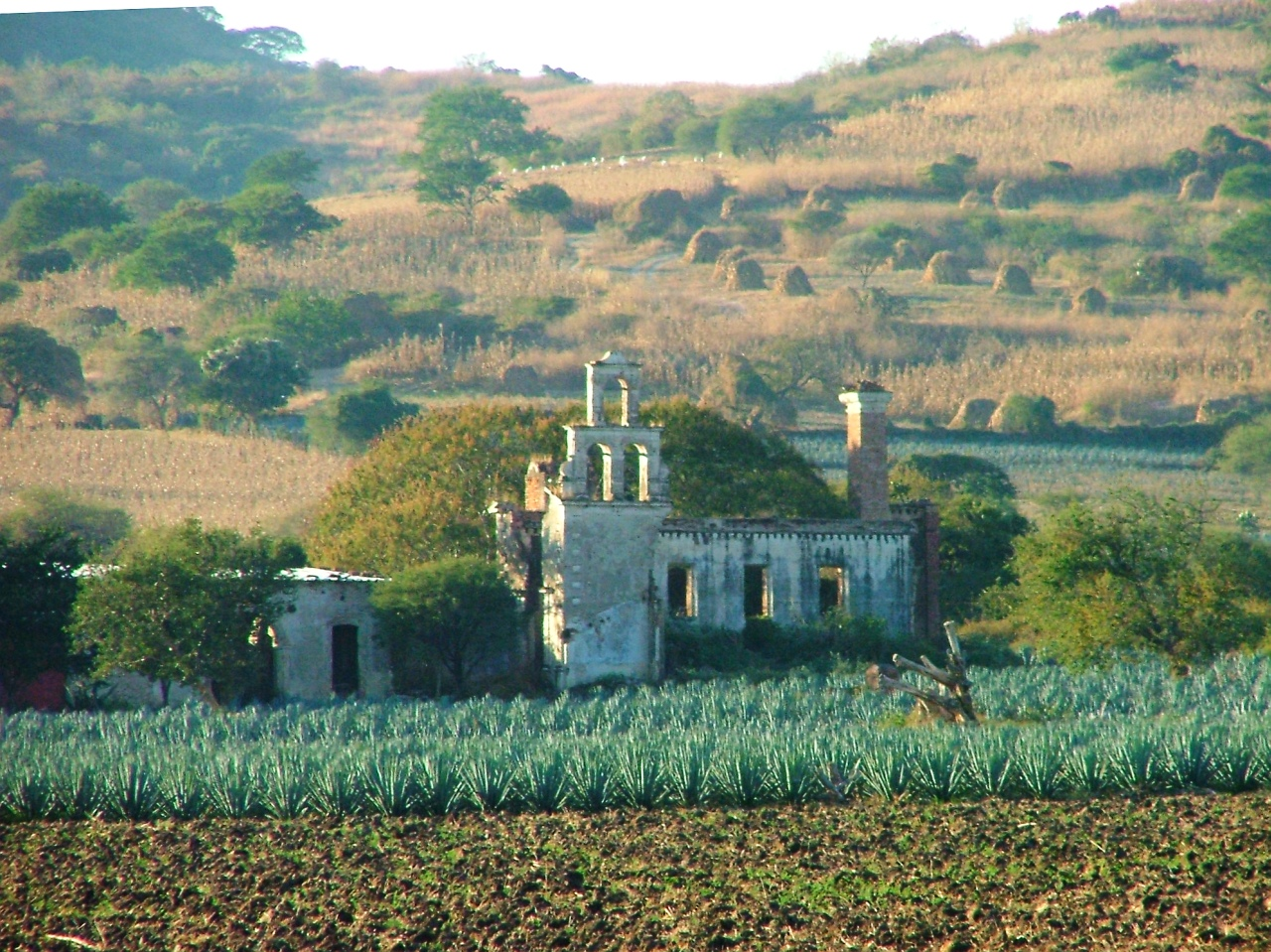

كانت الزراعة في المكسيك قطاعًا مهمًا في اقتصاد البلد تاريخيًا وسياسيًا على الرغم من أنها تمثل الآن نسبة مئوية صغيرة من الناتج الإجمالي المحلي للمكسيك. المكسيك هي أحد مراكز النشوء الزراعية، فقد طور سكان وسط أمريكا (Mesoamerica) النباتات المُستأنسة مثل الذرة الصفراء والفاصولياء والطماطم والكوسا والقطن والفانيليا والأفوكادو والكاكاو وأنواع مختلفة من التوابل وغيرها. كان الديك الرومي المُستَأنس والبط المسكوفي هما الطائران الوحيدان اللذان استُؤنسا قبل حقبة الاستعمار الإسباني، وكانت الكلاب الصغيرة تُربى من أجل الغذاء. لم تكن هناك حيوانات مُستأنسة كبيرة.
خلال بدايات حقبة الاستعمار، أدخل الإسبان المزيد من النباتات ومفهوم تربية الحيوانات بشكل رئيس مثل الأبقار والخيول والحمير والبغال والماعز والخراف، وحيوانات الحظائر مثل الدجاج والخنازير. ركزت الزراعة بين الحقبة الاستعمارية والثورة المكسيكية على الملكيات الخاصة الكبيرة. بعد الثورة تجزأت تلك الملكيات وأُعيد توزيع الأراضي. منذ أواخر القرن العشرين، ساهمت اتفاقية التجارة الحرة لأمريكا الشمالية (نافتا) والسياسات الاقتصادية في تفضيل الحيازات الزراعية التجارية الكبيرة من جديد.
تتضمن المحاصيل الرئيسة في المكسيك الحبوب مثل الذرة والقمح، والفواكه المدارية والخضار المتنوعة. تشكل المنتجات الزراعية جزءًا مهمًا من الصادرات وبشكل خاص القهوة والفواكه المدارية والخضار والفواكه الشتوية. يذهب 60% من صادرات المكسيك الزراعية إلى الولايات المتحدة.

## تاريخ الزراعة في المكسيك

### حقبة وسط أمريكا
توافق منطقة المكسيك تقريبًا ما كانت تُشكله منطقة وسط أمريكا التاريخية التي كانت أحد مراكز نشوء النباتات المُستأنسة. تُظهر الأبحاث الأثرية في ساحل خليج تاباسكو أول دليل على زراعة الذرة في المكسيك. كانت الحقول الأولى على امتداد دلتا نهر غريخالبا (بالإسبانية: Grijalva)، وتوجد أدلة أحفورية لحبوب الطلع التي تُظهر عمليات قطع للغابات حدثت قبل 5100 سنة. تبع استئناس الذرة استئناس نباتي عباد الشمس والقطن.
كانت الزراعة أساس الحضارات الوسط أمريكية مثل حضارات الأومليك والمايا والأزتيك، التي كانت محاصيلها الرئيسة هي الذرة والفاصولياء والكوسا والفلفل الحار والطماطم. سمح تقليد زراعة نباتات الذرة والفاصولياء والكوسا سوية بإعادة نباتات الفاصولياء النيتروجين الذي استهلكته الذرة من التربة. تُطلق تسمية «الأخوات الثلاثة» أحيانًا على المحاصيل الثلاثة مجتمعةً.
شكَّلت تعرية التربة الناتجة عن إنتاج الذرة مشكلةً منذ حقبة وسط أمريكا. يُرجَع سبب انهيار حضارة تيوتيهواكان إلى مشكلة تعرية التربة وأنواع أخرى من مشكلات التدهور البيئي. استفاد سكان وسط أمريكا من مياه الأمطار في استزراع المناطق الجديدة، وطوروا أنظمة الري لاستجرار المياه من البحيرات والتوسع في زراعة حقول جديدة بشكل مدرجات والجزر الاصطناعية الطافية في المياه الضحلة التي تعرف باسم «تشينامبا» (Chinampa).

### الزراعة الحديثة في المكسيك

#### التجارة الزراعية
تأتي النسبة العظمى من المنتجات الزراعية التجارية من ثلاثة مناطق في البلاد وهي المناطق المدارية في خليج المكسيك ومرتفعات تشياباس، والأراضي المروية في الشمال والشمال الغربي، ومنطقة باخيو في وسط المكسيك. تشمل المنتجات الزراعية الرئيسة في بداية القرن الحادي والعشرين لحوم البقر والفواكه والخضروات والذرة والحليب والدواجن ولحم الخنزير والبيض، وتشكل ما يقارب 80% من الإنتاج الزراعي.
القهوة وقصب السكر هما المحصولان المداريان الأكثر ربحًا. تُصدَّر القهوة ولكن يُستهلَك قصب السكر محليًا. من المحاصيل المدارية الهامة الأخرى الفواكه مثل الموز والأناناس والمنغا بالإضافة إلى الكاكاو والأرز. ما زالت تُزرَع الفانيليا وهي من نباتات المكسيك المحلية. يُعتبَر القطن محصولًا مهمًا في المناطق الزراعية المصدرة في منطقة «سوكونوسكو» في ولاية «تشيباس» وفي شمال المكسيك. اعتبارًا من أوائل القرن الحادي والعشرين، ما تزال القوى العاملة في الريف كبيرة ولكنها تتقلص. ما تزال أساليب الزراعة التقليدية والأراضي الصغيرة التي تديرها الأسر والمجتمعات الصغيرة تسيطر على العديد من المناطق وخاصة التي تحوي أعدادًا كبيرة من السكان الأصليين مثل الهضبة الجنوبية. المحاصيل الرئيسة في تلك المناطق هي الذرة والفاصولياء والكوسا، مثلما كان حالها في حقبة وسط أمريكا. ما يزال العديد من الفلاحين يعيشون على زراعة الكفاف فيكسبون نقودًا عن طريق بيع ما يزيد عن حاجتهم من المحصول للسوق المحلية، وخاصة في وسط المكسيك وجنوبها.
يعتبر تصدير المنتجات الزراعية إلى الولايات المتحدة ذا أهمية خاصة، لا سيما منذ تنفيذ اتفاقية التجارة الحرة لأمريكا الشمالية. في حين لا يذهب سوى 12% من صادرات الولايات المتحدة الزراعية إلى المكسيك، فإن ما يقارب 60% من الصادرات الزراعية المكسيكية تذهب إلى الولايات المتحدة. جعل نمو التعداد السكاني المتزايد من البلاد مستوردًا صافيًا للحبوب. في ظل (نافتا)، تمتلك الولايات المتحدة الأفضلية في إنتاج الذرة وفي المقابل تمتلك المكسيك الأفضلية في إنتاج الخضار والفاكهة والمشروبات. أسرع الصادرات إلى الولايات المتحدة نموًا هي الفواكه والخضروات الشتوية وكذلك عصير الفواكه والأزهار المقطوفة حديثًا. من الصادرات المهمة إلى الولايات المتحدة الأفوكادو والطماطم. حظرت الولايات المتحدة استيراد الأفوكادو المكسيكي ثمانين سنة لأسباب صحية. في عام 1997، بدأت تسمح باستيراد الأفوكادو من «ميتشواكان». معظم واردات الطماطم التي تؤكَل في الولايات المتحدة تأتي من المكسيك.

#### الجغرافيا وحيازة الأرض
تبلغ مساحة المكسيك 198 مليون هكتار، ويخصص منها 15% للمحاصيل الزراعية ويستخدم 58% لتربية حيوانات المزرعة. معظم مناطق البلاد قاحلة أو جبلية للغاية بشكل لا يسمح بزراعة المحاصيل أو الرعي. تُغطي الغابات 67 مليون هكتار أو 34% من مساحة البلاد. تتألف تضاريس المكسيك من هضبتين كبيرتين (الشمالية والجنوبية)، وسلسلتي جبال سييرا مادري الشرقية وسييرا مادري الغربية وسهول ساحلية ضيقة. تشكل تلك التضاريس مجموعة واسعة من النظم البيئية، معظمها جاف؛ لأن معظم الرطوبة تأتي من خليج المكسيك وتحول سلاسل الجبال الممتدة من الشمال إلى الجنوب من تدفق الرطوبة إلى الداخل، وبشكل خاص في الشمال حيث يكون المناخ قاحلًا أو شبه قاحل. المناطق الأكثر رطوبة في البلاد هي تلك الموجودة على امتداد ساحل خليج المكسيك. يحد المناخ وتضاريس البلاد من الإنتاج الزراعي في مساحة 20.6 مليون هكتار أو 10.5% من مساحة البلاد. يجب أن يُروى 25% من تلك المساحة. يستخدم ما يقارب نصف الأراضي أو 98 مليون هكتار للرعي بما في ذلك الأراضي العشبية الطبيعية، والعديد من أراضي الأشجار القمئية والغابات المدارية غابات البلوط والمخروطيات. يوجد ما يقارب 75% من المراعي في شمال المكسيك.
ما يشكّل 65% من الترب في المكسيك هو ترب سطحية ذات نوعية منخفضة لزراعة المحاصيل. يوجد 11 نوعًا رئيسيًا من الترب في المكسيك، تحددها في الغالب المناطق المناخية، وهي الشمال الغربي، وخليج كاليفورنيا، والوسط الهادئ، والشمال، والوسط، والشمال الشرقي، وخليج المكسيك، وادي بالساس أوكساكا، والجنوب الهادئ، والجنوب الشرقي، ويوكاتان. تغطي الترب ذات النوعية الجيدة 62% من مساحة البلاد وقد استُغِلَّ بشدة. يوجد أكبر تنوع في الترب في الوسط وفي خليج المكسيك، وهي مناطق ذات الكثافة السكانية العالية. تشير التقديرات إلى أنه لا يمكن جعل أكثر من خمس الأراضي صالحة للزراعة.
تُشكِّل الأراضي المروية ما يقارب خمس الأراضي الزراعية في المكسيك، وهي ذات أهمية كبيرة في الإنتاج التجاري في الشمال القاحل والمنطقة الشمالية الغربية من المكسيك، والقطن هو المحصول المروي الأكثر أهمية. تتعرض طبقات المياه الجوفية للنضوب بمعدلات تتجاوز مترًا واحد في السنة في معظم المناطق، وتعَد تربية البرسيم هي أحد الأسباب.
ملكية الأراضي الزراعية في المكسيك هي إما ملكية خاصة أو من أشكال الحيازة الجماعية تكون في الغالب مشاعات قرى (بالإسبانية: (Ejido. أُنشئَت مشاعات القرى في النصف الأول من القرن العشرين لإعطاء الفلاحين المكسيكيين الحق في الأراضي التي أُعيد توزيعها، ولكن لم يشمل ذلك التأجير أو البيع. عُدِّل الدستور المكسيكي في عام 1992 لتغيير ذلك النظام، ومع ذلك، تتصف معظم الأراضي التي توصف بأنها مشاعات قرى  بأنها أراضٍ صغيرة تعمل فيها العائلات، وهي ليست كافية ولا مؤهلة للحصول على التمويل (القروض).